# 긴급지진속보

긴급지진속보의 작동 원리. 지진파의 원리를 이용한 것으로, 진원에서 가까운 지진감지장비가 지진의 P파를 감지하면(위) 일본 기상청이 이를 분석해 S파가 도착할 것으로 예상되는 곳에 경보를 발령한다.

긴급지진속보(일본어: 緊急地震速報 きんきゅうじしんそくほう[*], 영어: Earthquake Early Warning)는 일본의 지진 조기경보 시스템이다. 일본 기상청(JMA)에서 개발되었으며, 지진에 대응하는 시간을 확보할 수 있게 한다.

## 소개
일본 기상청에는 2개의 긴급 지진 속보 계획이 있다. 하나는 전국 기상 수문 서비스(National Meteorological and Hydrological Services)를 위한 것이고, 다른 하나는 일반 공중을 위한 것이다. 일본 전역에 설치된 4235개의 지진계 중 2개 이상에서 P파가 감지될 때, 일본 기상청은 자동적으로 대략의 진앙지를 분석하고 예측한다. 이 때문에 일본 기상청은 강력한 진동이 예상될 경우, 영향권에 있는 현(지방행정구역)에 TV와 라디오를 통해 경고할 수 있다.
일본 기상청 진도 계급 기준 5약보다 높을 때 일반 공중을 대상으로 긴급 지진 속보(경보) (An Earthquake Early Warning alert, 緊急地震速報(警報))를 발동한다. 진도 계급이 3 이상일 때, 지진 규모 3.5 또는 그 이상이 예상될 때, 또는 P파와 S파의 진폭에서 100 갈 이상이 측정될 때 전국 기상 수문 서비스를 대상으로 긴급 지진 속보(예보) (An Earthquake Early Warning forecast, 緊急地震速報(予報))를 발동한다.
긴급 지진 속보는 지진에 의한 피해를 최소화하기 위해 설립되었다. 사람들은 피난처를 찾을 수 있고 절벽과 같은 위험 지역에서 대피할 수 있다. 철도 직원들은 기차 속도를 줄일 수 있고, 공장 직원들은 진동이 도달하기 전에 작업 라인의 가동을 중단할 수 있다.
속보의 효과는 수신 측의 위치에 달려 있다. 경고를 받은 후에, 사람에 따라 몇 초에서부터 1분 이상까지의 행동을 취할 시간이 있다. 진앙지 근처에 있는 지역에서는 경고가 미처 있기 전에도 강한 진동을 경험할 수 있다.
2011년 토호쿠 지진과 쓰나미 이후, 긴급 경보 체계는, 일본의 쓰나미 경보 체계와 함께, 효과적인 것으로 알려졌다. 비록 쓰나미가 10,000명 가까이의 사상자를 냈지만, 긴급 속보 체계가 아니었으면 더 많은 수의 사람들이 목숨을 잃었을 것이다.
2011년 4월, 칠레 통신부 차관(Subsecretary of Telecommunication)은 일본과 유사한 지진 긴급 속보 체계를 갖추기를 원한다고 밝혔다.

## PLUM법

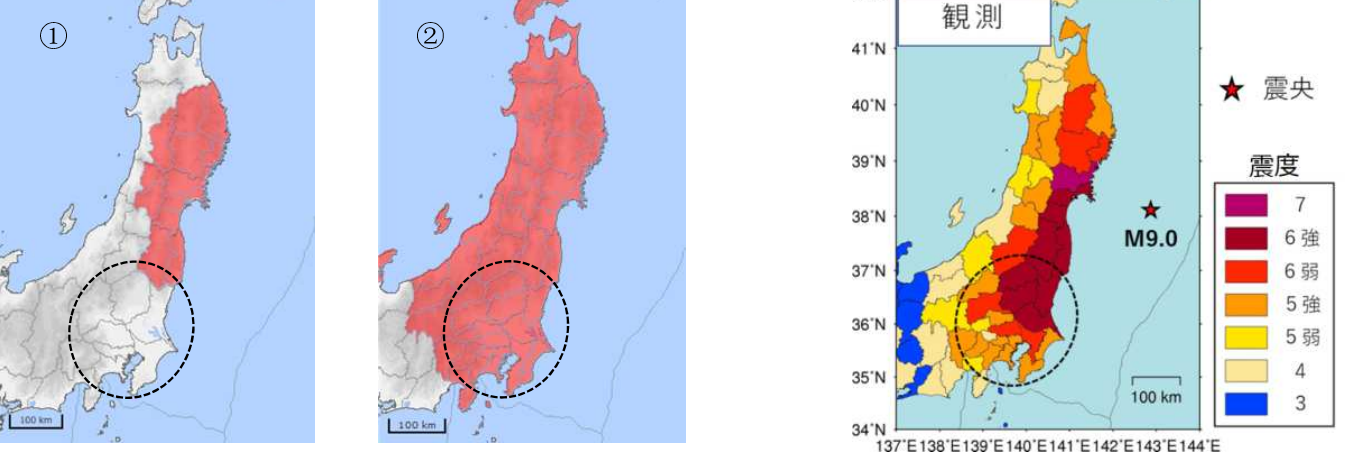
사진을 설명하자면 가장 왼쪽 사진은 당시 긴급지진속보가 발표되었던 지역, 가운데는 PLUM법을 적용했을 때 긴급지진속보가 발표되는 지역, 가장 오른쪽은 진도 관측 값이다. 긴급지진속보는 예상 진도가 4 이상인 지역을 표시하는데(발표는 예상 진도 5약 이상인 지역이 있을 때 한다.) 원으로 표시된 부분이 PLUM법에서는 긴급지진속보 발표 범위에 들어가는 것을 알 수 있다. (도호쿠 지방 태평양 해역 지진)

PLUM법 (Propagation of Local Undamped Motion 法) 은 일본 기상청이 긴급지진속보의 정확성을 개선하기 위해 새로 도입한 방법이다.
도호쿠 지방 태평양 해역 지진에서는 간토 지방에서도 강한 흔들림이 관측되었다. 그러나 당시 간토 지방에는 긴급 지진 속보가 발표되지 않았다. 이를 계기로 2018년부터 PLUM법의 운용이 시작되었다.
PLUM법 은 진원이 멀리(깊이)있거나 큰 규모의 지진이 발생했을 때 진원으로부터 먼 지역에도 보다 정확하게 긴급지진속보(경보)를 발령하도록 도입된 방법이다. 이전에는 추정되는 진원과 규모로 흔들림을 예상했지만, PLUM법에서는 실제로 감지된 흔들림을 이용해 흔들림을 예상한다.

## 긴급지진속보 방송의 포맷

### 텔레비전
NHK 텔레비전 채널들과 다른 일본 TV 방송들(1seg를 포함한 ISDB), 지진 진앙지와 강한 진동의 영향을 받는 지역을 보여주는 메시지 창 경보를 스크린 상에 띄운다. 동시에, 두 세트의 차임벨이 울리고, 그 후 일본어 음성이 나온다.
원문: 緊急地震速報です。強い揺れに警戒して下さい。

한국어 번역: 긴급지진속보입니다. 강력한 진동에 대비하시기 바랍니다.

NHK와 도쿄MX에서는 위와 같이 방송하며, 니폰TV와 TBS의 경우 간단하게 '긴급 지진 속보입니다.'라고만 알린다. 후지TV와 TV아사히 모두 차임벨을 울리지만, 음성 안내는 하지 않는다.
이러한 경보들은 또한 영향권 지역에서 지진이 야기한 산사태나 쓰나미의 위험이 있는지 여부를 시청자에게 알려 준다. 만약 쓰나미 경보가 발령되면,
시스템이 자동으로 위험 지역 상에 있는 1seg 기술을 내재한 모든 라디오와 텔레비전을 자동으로 NHK 채널에 맞춰지게 한다. 모든 경고는 영어, 중국어, 한국어, 포르투갈어, 그리고 일본어의 5개의 언어로 방송한다.

### 이동 전화 네트워크
일본의 3대 주요 이동 전화 회사, NTT 도코모, au (KDDI 및 오키나와 셀룰러) 그리고 소프트뱅크 모바일은 다양한 이용자들이 긴급지진속보 문자를 받을 수 있도록 하는 동시 방송 시스템인 셀 브로드캐스트를 개발했다.
2007년 이후 시장에 나오는 모든 3G 핸드폰은 이러한 서비스를 받을 수 있도록 하는 것이 의무화되었으나, 해외 제품(노키아, 애플, HTC, LG, 삼성 등)은 포함되지 않는다. 2011년 8월 애플은 iOS5 아이폰 플랫폼이 긴급지진속보 알림을 지원할 것이라고 발표했다.

#### NTT docomo
2007년 11월 26일에 출시되는 FOMA 905i series]]의 모든 모델들은 긴급지진속보를 받을 수 있도록 기본으로 설정되어 있다.
2008년 2월에 출시되는 FOMA 705iシリーズ의 FOMA High-Speed 모델들도 마찬가지다.

#### au
2008년 초부터 W61CA, W61H, W61K, W61SA, W61SH, W62SA, 그리고 IS02 (TSI01)와 같은 몇몇 스마트폰 모델들을 포함해, 모든 모델들에서 긴급지진속보가 가능하다. KDDI와 오키나와 Cellular는 au의 C-mail라고 불리는 단문 서비스를 통해 긴급지진속보 방송을 2008년 3월 25일부터 무료로 시작했다.

### 인터넷
기상 정보 회사 웨더뉴스는 긴급지진속보 방송 유료 서비스를 시작했다. The Last 10-Second 프로그램은 2007년 10월 15일부터 사람들과 기업들이 쓸 수 있다.
이 서비스는 윈도우 2000를 설치한 컴퓨터와 인터넷과의 상시 연결(always-on connection)을 필요로 하며, 긴급지진속보만을 위해 사용되는 유료 커뮤니케이션 터미널의 알맞은 대안을 제공한다. 컴퓨터에 설치된 긴급지진속보 앱은 일본기상청 규모 3.5 이상 또는 진도 3 이상의 모든 지진에 대한 정보들을 받을 수 있도록 설정할 수 있다.
프로그램의 새로운 버전은 저강도 지진에 대한 음성안내도 가능하다. 긴급지진속보가 발동하면, 프로그램은 진앙지의 추정 위치를 알려주며, 예상되는 일본기상청 진도 그리고 주요한 진동이 있을 것으로 예상되는 시점까지의 카운트다운을 보여준다.
2008년 7월 7일, 철도 기술 조사 연구소 그룹의 재해 예방 기술 회사가 EQ 메신저라는 앱을 출시했다. 이 앱으로 진앙지에 대한 긴급지진속보 정보, 이용자의 위치에서의 추정 진도, 그리고 S파 도착 전까지 남은 시간에 대해 방송해 주는 ANET 경보를 받을 수 있다. 추정 진도가 현재 수준을 넘어설 경우, EQ메신저는 경고음을 울리고 진앙지, 진도 추정치, 그리고 팝업 지도 상의 진동의 도착을 보여준다.
도호쿠 지방 태평양 해역 지진 이후, SignalNow Express.라고 불리는 주식회사 (ja:ストラテジー株式会社)에 의해 유사한 윈도 프로그램들이 무료로 이용 가능해졌다.

## 같이 보기
- 지진 예측
- 긴급경보방송
- 전국순간경보시스템